# منوچهر وصال
منوچهر وصال شیرازی (زادهٔ ۷ بهمن ۱۲۹۱ در تهران – درگذشتهٔ ۲۴ مرداد ۱۳۹۱ در تهران) چهرهٔ ماندگار رشتهٔ ریاضی ایران در سال ۱۳۸۳ و پدر آنالیز ایران بود.

## زندگی
منوچهر وصال(خواهر زاده محمد علی فروغی) در ۷ بهمن ۱۲۹۱ در تهران زاده شد. مقطع دبستان را در شیراز و دبیرستان را در دارالمعلمین و دبیرستان‌های شرف و رازی تهران به پایان برده، سپس یک سال در دانشسرای عالی در رشتهٔ فیزیک تحصیل کرد. در این دوره معلم فیزیک او محمود حسابی بود. حسابی شوق یادگیری علوم پایه را در او بیشتر می‌کند. وصال پس از آن با آخرین دورهٔ دانشجویانی که برای ادامهٔ تحصیل به اروپا اعزام شد به فرانسه رفت.
منوچهر وصال در پاریس پس از یک سال شرکت در کلاس کنکور از تحصیل در رشتهٔ مهندسی منصرف شد و وارد دورهٔ لیسانس ریاضی شد. وی در سال ۱۳۱۹ موفق به اخذ درجهٔ دکترا در رشتهٔ ریاضی از دانشگاه ژنو تحت سرپرستی ریاضیدان سوییسی ژرژ دورام می‌شود. وصال در سال‌های پایان تحصیل در رصدخانهٔ ژنو و زوریخ به کارورزی و فعالیت علمی پرداخت و در نهایت در سال ۱۳۲۰ به ایران بازگشت.

## فعالیت‌ها

### تدریس
وصال پس از بازگشت در دانشکده علوم دانشگاه تهران در رشتهٔ ریاضی استخدام شد و همچنین برای یک سال درس ریاضیات دورهٔ ششم دبیرستان را در دانشسرای مقدماتی تدریس کرد و سال بعد، آموزش ریاضیات به دانشجویان فیزیک را عهده‌دار شد. پس از آن به تدریس آنالیز حقیقی ریاضی پرداخت و تا زمان بازنشستگی تدریس آن را به‌همراه ریاضیات عمومی ادامه داد.
منوچهر وصال در سال ۱۳۴۱ به دعوت دانشگاه شیراز جهت تدریس عازم این دانشگاه شد و پس از دو سال خدمت به ریاست دانشکدهٔ مهندسی این دانشگاه منصوب گردید. اداره موفقیت‌آمیز این دانشکدهٔ جدیدالتأسیس باعث انتخاب وصال به سمت معاونت آموزشی دانشگاه شیراز شد. منوچهر وصال تا زمان بازنشستگی در سال ۱۳۵۶ تدریس در دانشگاه شیراز را ادامه داد و بعد از آن هم تا انقلاب فرهنگی و تعطیلی دانشگاه‌ها به آموزش اشتغال داشت. او را بنیانگذار بخش ریاضی دانشگاه شیراز می دانند.

### دیگر فعالیت‌ها
وصال که به عنوان پیشکسوت ریاضی شناخته می‌شد پس از تصفیهٔ دانشگاه‌ها، در اسفند ۱۳۶۰ در مرکز نشر دانشگاهی به‌عنوان سرپرست گروه ریاضی، مسؤولیت ویرایش و نظارت بر انتشار کتب و نشریات ریاضی و آمار مرکز را عهده‌دار شد. ویراستاری آثاری چون «واژه‌نامهٔ ریاضی و آمار»، «مقدمات معادلات دیفرانسیل و مسائل مقدار مرزی»، «آشنایی با آنالیز عددی»، «معادلات دیفرانسیل و کاربرد آن‌ها»، «اصول آنالیز حقیقی» و «روش‌های آنالیز حقیقی» را بر عهده داشته‌است. او این سمت را تا سال ۱۳۸۲ و به مدت ۲۲ سال بر عهده داشت.
در نهایت، منوچهر وصال، پدر آنالیز ریاضی ایران و چهرهٔ ماندگار ریاضی در مرداد سال ۱۳۹۱ و در صدسالگی درگذشت و در قطعه نام‌آوران بهشت زهرا به خاک سپرده شد.
منوچهر وصال از چهره‌های تأثیرگذار در ریاضیات ایران، به‌خصوص در زمینهٔ آنالیز، به شمار می‌رود و کتاب آنالیز او که در دههٔ ۱۳۴۰ انتشار یافت از اولین کتاب‌های معتبر تألیفی در این زمینه به زبان فارسی است.

## یادبود
انجمن ریاضی ایران که منوچهر وصال نیز از پایه‌گذاران آن است به پاس تجلیل از خدمات ارزشمند وی برای بیش از ۳۰ سال تدریس مستمر آنالیز ریاضی، جایزه‌ای را به نام وی تعیین کرد که هر سال در کنفرانس ریاضی ایران به مؤلف بهترین مقالهٔ ارائه‌شده در زمینهٔ آنالیز ریاضی اهدا می‌شود. همچنین به پاس خدمات ارزشمند ایشان مراسم تکریمی به همت بنیاد نخبگان استان فارس و با همکاری دانشگاه شیراز و انجمن ریاضی ایران در سال ۱۳۹۸ با حضور جمعی از مسئولان، اساتید دانشگاه، دانشجویان و مستعدین برتر برای ایشان برگزار شد.

## پی‌نوشت
1. 1 2  «منوچهر وصال درگذشت»،  ایبنا.
2. 1 2 3 4 5 6 7 8 9 10 11 12 13 14 15  «زندگی‌نامه»،  همشهری آنلاین.
3. ↑  Manoutcher Vassal at Mathematics Genealogy Project